# Ernest Malinowski

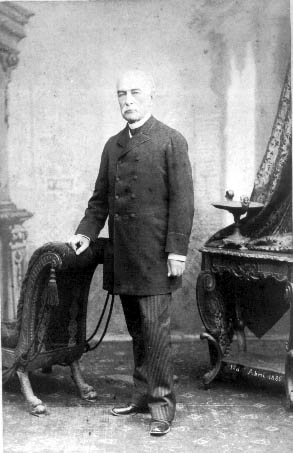
Ernest Malinowski

Ernest Malinowski (* 5. Januar 1818 in Seweryny bei Nowohrad-Wolynskyj, Russisches Reich, heute Ukraine; † 2. März 1899 in Lima) war ein polnischer Bauingenieur.

## Leben
Malinowski besuchte von 1827 bis 1831 das angesehene Lyceum in Kremenez. Er und seine Familie scheint in den polnischen Novemberaufstand der Jahre 1830/31 verwickelt gewesen zu sein, an dessen Ende sein Vater mit ihm und seinem Bruder über Dresden nach Paris emigrierte.
Dort besuchte Malinowski das Lycée Louis-le-Grand und studierte anschließend ab 1834 an der École polytechnique und ab 1836 an der École nationale des ponts et chaussées. Nach seinem Abschluss 1838 arbeitete er an der Eisenbahnstrecke Paris–Pontoise, wurde nach Bône und Algier entsandt und war an der Maas-Regulierung tätig. Während des Krakauer Aufstands verließ er Frankreich. Nach einer Zeit in Leipzig und Baden kehrte er 1849 nach Frankreich zurück. Dort war er im Département Loir-et-Cher mit Wasserbauarbeiten befasst.
1852 wurde er für zunächst sechs Jahre nach Peru entsandt, um in Lima eine staatliche Ingenieurverwaltung und -schule aufzubauen. Nach kurzer Zeit verließ er das Projekt und arbeitete für einige kleinere Bauvorhaben. Ab 1858 war er in peruanischen Diensten mit der Planung und dem Bau verschiedener Eisenbahnstrecken tätig. Im Spanisch-Südamerikanischen Guano-Krieg erwarb er sich große Verdienste mit der Befestigung der Hafenstadt Callao, die sich am 2. Mai 1866 erfolgreich gegen die spanische Flotte verteidigen konnte.
Zwischen 1868 und 1869 erstellte Malinowski für Henry Meiggs die Machbarkeitsstudie für die Eisenbahnstrecke Callao–Lima–La Oroya. Im Dezember 1869 vereinbarte Meiggs mit der peruanischen Regierung den Bau der Ferrocarril Central Trasandino, der späteren Ferrocarril Central Andino. Malinowski erstellte die Planung und leitete als Chefingenieur den Bau dieser Strecke, die mit einer großen Anzahl von Spitzkehren, Tunneln und Brücken, darunter der Verrugas-Brücke, bis auf eine Höhe von 4781 m steigt. Sie war die höchstgelegene Eisenbahnstrecke der Welt, bis 2005 die Lhasa-Bahn gebaut wurde.
Ernest Malinowski starb am 2. März 1899 in Lima. Sein Grab befindet sich auf dem  Presbitero-Maestro-Friedhof im Distrikt La Victoria in Lima.
Zu seinen Ehren wurde 1999 die Eisenbahnbrücke in Toruń in Eisenbahnbrücke Ernest Malinowski umbenannt.